# Leon Johnson
Leon Dean Johnson (Londra, 10 maggio 1981) è un ex calciatore grenadino, di ruolo difensore.

## Caratteristiche tecniche
Era un difensore centrale.

## Carriera

### Club
Comincia a giocare nella quarta serie inglese, al Southend United. Nel 2002, dopo due buone stagioni al Southend United, si trasferisce al Gillingham, squadra di seconda serie, in cui milita per cinque stagioni. Nel 2007 viene acquistato dal Wycombe Wanderers, con cui gioca in terza e quarta serie. Nel 2014 decide di ritirarsi.

### Nazionale
Nato e cresciuto in Inghilterra, ma di origini grenadine, sceglie la Nazionale grenadina. Il debutto arriva il 27 maggio 2011, nell'amichevole Grenada-Antigua e Barbuda (2-2). Partecipa, con la Nazionale grenadina, alla Gold Cup 2011. Ha collezionato in totale, con la maglia della Nazionale grenadina, 5 presenze.

## Statistiche

### Cronologia presenze e reti in nazionale
| Cronologia completa delle presenze e delle reti in nazionale ― Grenada | Cronologia completa delle presenze e delle reti in nazionale ― Grenada | Cronologia completa delle presenze e delle reti in nazionale ― Grenada | Cronologia completa delle presenze e delle reti in nazionale ― Grenada | Cronologia completa delle presenze e delle reti in nazionale ― Grenada | Cronologia completa delle presenze e delle reti in nazionale ― Grenada | Cronologia completa delle presenze e delle reti in nazionale ― Grenada | Cronologia completa delle presenze e delle reti in nazionale ― Grenada |
| Data                                                                   | Città                                                                  | In casa                                                                | Risultato                                                              | Ospiti                                                                 | Competizione                                                           | Reti                                                                   | Note                                                                   |
| ---------------------------------------------------------------------- | ---------------------------------------------------------------------- | ---------------------------------------------------------------------- | ---------------------------------------------------------------------- | ---------------------------------------------------------------------- | ---------------------------------------------------------------------- | ---------------------------------------------------------------------- | ---------------------------------------------------------------------- |
| 27-5-2011                                                              | Saint George's                                                         | Grenada                                                                | 2 – 2                                                                  | Antigua e Barbuda                                                      | Amichevole                                                             | -                                                                      | 46’                                                                    |
| 29-5-2011                                                              | Panama                                                                 | Panama                                                                 | 2 – 0                                                                  | Grenada                                                                | Amichevole                                                             | -                                                                      |                                                                        |
| 6-6-2011                                                               | Carson                                                                 | Giamaica                                                               | 4 – 0                                                                  | Grenada                                                                | Gold Cup 2011                                                          | -                                                                      |                                                                        |
| 10-6-2011                                                              | Miami                                                                  | Grenada                                                                | 1 – 7                                                                  | Honduras                                                               | Gold Cup 2011                                                          | -                                                                      | 61’                                                                    |
| 13-6-2011                                                              | Harrison                                                               | Guatemala                                                              | 4 – 0                                                                  | Grenada                                                                | Gold Cup 2011                                                          | -                                                                      |                                                                        |
| Totale                                                                 |                                                                        | Presenze                                                               | 5                                                                      |                                                                        | Reti                                                                   | 0                                                                      |                                                                        |